# Marek Ordyłowski

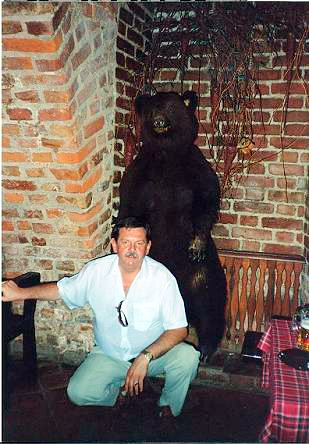
Prof. Marek Ordyłowski

Marek Ordyłowski (ur. 19 stycznia 1949 we Wrocławiu, zm. 13 marca 2023 tamże) – polski historyk, doktor habilitowany, specjalizujący się w: historii najnowszej Polski, historii kultury fizycznej, historii Śląska, jak również historii wsi oraz ruchu ludowego, profesor nadzwyczajny Uniwersytetu Zielonogórskiego oraz Akademii Wychowania Fizycznego, we Wrocławiu. Kierownik Zakładu Dziennikarstwa w Dolnośląskiej Szkole Wyższej we Wrocławiu.

## Edukacja
Po ukończeniu XII LO im. B. Chrobrego we Wrocławiu rozpoczął naukę na Wydziale Filozoficzno-Historycznym Uniwersytetu Wrocławskiego. Studia zakończył w 1972, natomiast 15 lat później u tego samego promotora obronił stopień doktora, do habilitacji doszło w roku 1999.

## Kariera zawodowa
Profesor Marek Ordyłowski karierę zawodową rozpoczął w nieistniejącej już Szkole Podstawowej nr 29 we Wrocławiu. Nauczał historii oraz wychowania obywatelskiego również w innych wrocławskich szkołach: Szkole Podstawowej nr 18, IX LO oraz XII LO im. B. Chrobrego (którego jest absolwentem). W latach 1977–1982 profesor był również pracownikiem Archiwum Państwowego we Wrocławiu, gdzie awansował na kierownika Oddziału Akt Polski Ludowej w Wojewódzkim Archiwum Państwowym.
Od września 1982 roku przez następne trzy lata pracował jako robotnik w Spółdzielni Inwalidów. Po obronie pracy doktorskiej w 1987 roku został zatrudniony w AWF Wrocław, gdzie pełnił funkcje kierownika Zakładu Historii Kultury Fizycznej. W okresie współpracy z AWF był też przewodniczącym komisji dyscyplinarnej do spraw studentów, oraz uczestniczył w redagowaniu gazety uczelnianej „Życie Akademickie”. Do 2006 roku związany z Uniwersytetem Zielonogórskim – w którym był kierownikiem Zakładu Historii Najnowszej. Od 2004 roku wykładał w Instytucie Dziennikarstwa i Komunikacji Społecznej na Dolnośląskiej Szkole Wyższej we Wrocławiu.
W 2013 otrzymał tytuł profesora.

## Wybrane publikacje
Profesor Marek Ordyłowski opisał około 40 haseł do Encyklopedii Wrocławia, był autorem 160 publikacji, oraz 7 książek:
- „Życie codzienne we Wrocławiu 1945-1956”
- „Walka z opozycja polityczną na Dolnym Śląsku”
- „Historia Kultury fizycznej. Starożytność – Oświecenie”
- „Wieś dolnośląska 1945 – 1956 Władza a społeczeństwo”
- „1000 lat sportu we Wrocławiu” – współautor
- „Szkice z dziejów kultury fizycznej”
- „50 lat Wrocławskiego sportu 1945 – 1995” – współautor (monografie)

## Nagrody
W 2000 roku Marek Ordyłowski otrzymał nagrodę Ministra Szefa Urzędu Kultury Fizycznej i Sportu. Podczas swojej pracy zawodowej wielokrotnie otrzymywał nagrody rektora.

## Inne
Profesor był miłośnikiem łowiectwa, członkiem Komisji Szkoleniowej w Naczelnej Radzie Łowieckiej w Warszawie. Od czasu reaktywacji w 1998 r. należał do Zakonu Kawalerów Orderu Złotego Jelenia (założonego przez ostatniego Piasta – Jerzego Wilhelma, w 1627 roku), gdzie wraz z pozostałymi 20 myśliwymi propagował łowiectwo.
Pochowany na Cmentarzu Grabiszyńskim we Wrocławiu.

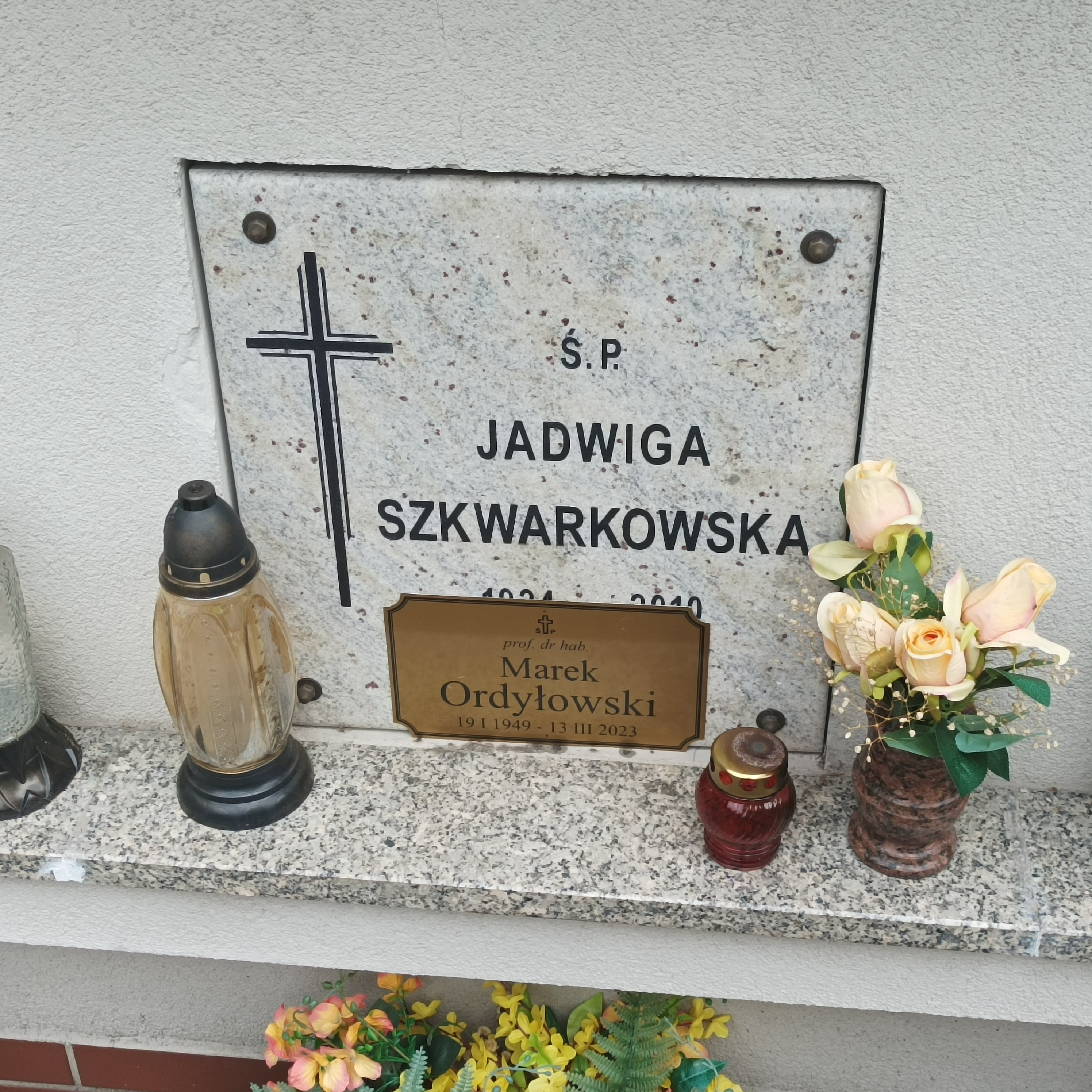
Grób prof. Marka Ordyłowskiego na Cmentarzu Grabiszyńskim